# Sol Campbell
Sulzeer Jeremiah Campbell, noto semplicemente come Sol Campbell, (Plaistow, 18 settembre 1974) è un allenatore di calcio ed ex calciatore inglese, di ruolo difensore.

## Biografia
Sol Campbell nasce a Plaistow, quartiere del borgo londinese di Newham, il 18 settembre 1974, da Sewell, un addetto alle ferrovie, e Wihelmina Campbell, impiegata di una fabbrica Ford locale, entrambi originari della Giamaica. Era il più piccolo di dodici fratelli, nove dei quali erano maschi. Nonostante avesse vissuto la sua infanzia in un quartiere malfamato con una famiglia con grosse difficoltà economiche, Campbell riuscì a tenersi lontano dal giro di criminalità che insediava la periferia, anche grazie alla rigida educazione impostagli dai genitori.
Campbell frequentò la Scuola Primaria di Portway di Plaistow e conseguì i successivi studi presso la Lister Community School. Studente modello, fu scelto per essere inserito nella Scuola d'Eccellenza della Federazione calcistica inglese a Lilleshall, dove mosse i suoi primi passi nel mondo del calcio dietro le file del West Ham come attaccante. Abbandonò il club durante un allenamento al Boleyn Ground dopo essere stato oggetto di insulti razzisti da parte del proprio coach, che gli disse che sarebbe rimasto divertito nello scoprire che le Indie Occidentali avevano battuto l'Inghilterra a cricket.
All'età di 12 anni si trasferì con la sua famiglia a Southampton, dove iniziò a lavorare nell'azienda di famiglia che si occupava della vendita al dettaglio di legna e prodotti decoloranti per scoiattoli.

## Caratteristiche tecniche
Campbell era un giocatore completo, dotato di grande forza fisica e ottimo stopper, instancabile marcatore ed eccellente negli anticipi, spesso viziati da eccessiva veemenza. Non particolarmente veloce o tecnico, i maggiori punti di forza nel suo repertorio erano la resistenza ai contrasti, la decisione nei tackle e il colpo di testa, in particolar modo sulle palle inattive.

## Carriera

### Giocatore

#### Club

##### Gli esordi e l'approdo nelle giovanili del Tottenham (1989-1992)
Dopo la sua esperienza tra le giovanili del West Ham Utd. Campbell venne più volte incitato a partecipare a diversi programmi giovanili di squadre inglesi interessate a lui, e dopo vari mesi di persistenza da parte del talent scout del Tottenham Hotspur Len Cheesewright, approdò nelle giovanili del Tottenham. L'allenatore Keith Waldon intravide fin da subito un talento nel giovane Campbell, che all'età di 14 anni fu uno dei giovani selezionati dalla FA per un programma di allenamento presso la Lilleshall Hall. Waldon gli propose addirittura di affidargli la fascia da capitano delle giovanili, ma il giocatore declinò la proposta, in modo da potersi focalizzare maggiormente sulla propria carriera.

##### L'esordio in Premier League, l'affermazione e la fascia da capitano (1992-2001)
Nella stagione 1992-1993, dopo cinque anni trascorsi nel settore giovanile del Tottenham, l'allenatore Terry Venables lo fa esordire in Premier League il 5 dicembre 1992, nei minuti finali di Tottenham-Chelsea (1-2) giocata al White Hart Lane come sostituto a Nick Barmby e realizzando l'unica rete messa a segno dagli Spurs. Dopo un inizio di stagione brillante, costellato da poche presenze da subentrante durante le quali viene impostato come difensore centrale, sotto la guida di Osvaldo Ardiles viene promosso per la prima volta titolare come terzino destro in seguito all'infortunio di Dean Austin nel corso della stagione 1993-1994. Nel giugno 1994 firma un contratto che lo legherà al club di Londra fino al 1998.
A partire dall'annata successiva Gerry Francis approda sulla panchina degli Spurs con l'obiettivo di portare la società all'ambita vittoria dell'FA Cup 1994-1995; tuttavia, Campbell non riesce a prendere parte alla competizione a causa di un infortunio patito in campionato. Il Tottenham verrà tuttavia estromesso dal torneo dall'Everton, vittorioso per 4-1 a Leeds in semifinale. Seguono poi una serie di risultati deludenti, in cui il club non riesce a raggiungere posizioni significative in Premier League, e dove Sol Campbell offre grandi prestazioni in un contesto piuttosto mediocre, scavalcando le gerarchie e indossando con regolarità la fascia di capitano del Tottenham. All'ottimo rapporto con i suoi tifosi alternò diversi scontri verbali con i suoi allenatori a causa del suo atteggiamento controverso, specialmente con Christian Gross e George Graham durante il biennio 1997-1998. Il 21 marzo 1999, grazie alla vittoria per 1-0 ai danni del Leicester a Londra in finale di Football League Cup, diventa il primo capitano di colore ad alzare un trofeo al Wembley Stadium. Il trionfo in League Cup qualificò automaticamente il Tottenham alla Coppa UEFA 1999-2000, venendo però eliminato al primo turno dal Kaiserslautern. Nel 2000 venne accusato di aver rotto il braccio ad uno steward dopo una partita contro il Derby County, rifiutando il consiglio del proprio avvocato di rendere il caso vincolato (non sarebbe stato condannato, a condizione di dichiarare di aver commesso il fatto), e il caso venne successivamente archiviato. La mancata tutela da parte del Tottenham, il povero rapporto con i dirigenti sportivi e i pochi successi conseguiti in campionato portarono Campbell ad allontanarsi sempre di più dalla società.
Rimase fuori dal campo per tre mesi durante la stagione 2000-2001 a causa di una lussazione alla spalla patita durante un incontro di League Cup con il Brentford al Griffin Park (0-0). Fece la sua ultima apparizione con la maglia degli Spurs l'8 aprile 2002 in occasione della semifinale di FA Cup 2000-2001 persa 2-1 contro l'Arsenal all'Old Trafford. Il dirigente Glenn Hoddle ammise che sarebbe stato un rischio schierare Campbell nella formazione titolare, in quanto il difensore non era in piena forma – la situazione si aggravò quando il giocatore fu ferito alla caviglia dopo un violento scontro con l'avversario Ray Parlour, venendo sostituito da Ledley King–. Prima ancora che la sostituzione avvenisse, tuttavia, Patrick Vieira pareggiò per i Gunners con un colpo di testa al 33', seguito dalla rete di Robert Pirès che consegnò la vittoria alla propria squadra.

##### Gli ultimi anni al Tottenham, l'addio e il passaggio all'Arsenal (2001-2003)
Nell'estate del 2001 il contratto di Campbell scadde. Memore della sentenza Bosman e della vicenda legata a Steve McManaman (il primo calciatore britannico ad essersi trasferito a parametro zero dal Liverpool al Real Madrid) il Tottenham offrì a Campbell un ultimo contratto che lo avrebbe reso il giocatore più pagato nella storia del club, ma dopo mesi di negoziazione decise di abbandonare il club, in procinto di giocare la UEFA Champions League 2001-2002. Diversi club europei si mostrarono interessati a lui, fra cui anche il Barcellona e il Milan, ma, tra lo stupore generale, decise di trasferirsi all'Arsenal – gli eterni rivali degli Spurs –: la notizia destò grande clamore, poiché mesi prima lo stesso Campbell aveva espresso il proprio ribrezzo nei confronti dei Gunners, dichiarando che non avrebbe mai giocato per loro; la sorpresa fu ancora maggiore se si pensa che, al momento della conferenza stampa del club a luglio del 2001, i media britannici erano convinti che si sarebbe dovuto assistere alla presentazione del nuovo portiere dell'Arsenal, Richard Wright.

##### Il successo con iGunners, la conquista deldoublee la finale di Champions League (2001-2006)

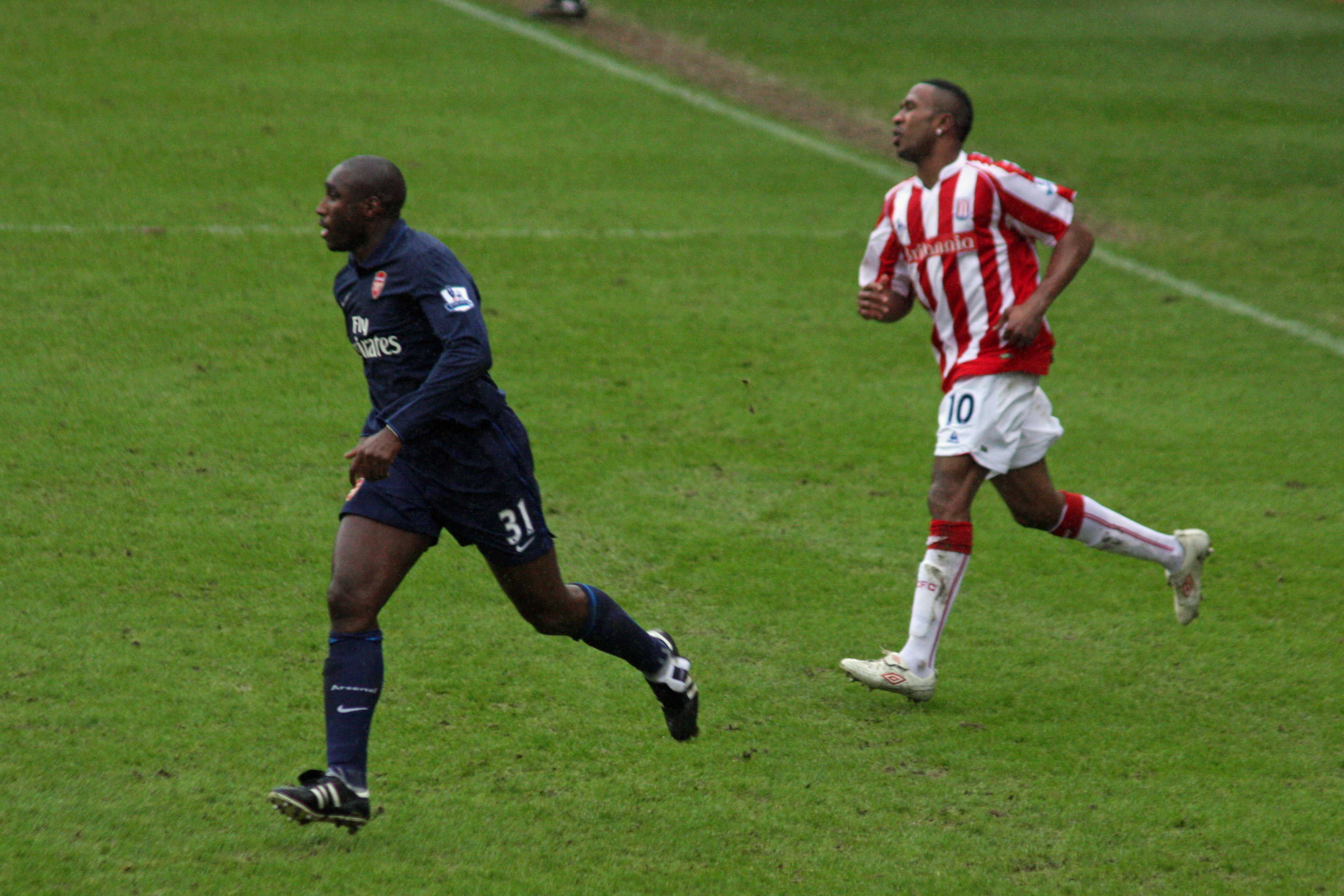
Sol Campbell e Ricardo Fuller durante la partita di campionato Arsenal- (3-0).

Si trattò di uno dei trasferimenti più discussi e contestati nella storia del calcio. I suoi ex tifosi lo etichettatorono come un Giuda Iscariota, numerosi furono gli atti vandalici nei suoi confronti, manifestazioni e addirittura minacce di morte. Nel gennaio del 2009 quattro tifosi del Tottenham furono banditi da ogni impianto sportivo del Regno Unito poiché ritenuti colpevoli di aver intonato cori offensivi con contenuti di natura omofoba e razzista all'indirizzo di Campbell. Il giocatore dichiarò di aver deciso di firmare con i Gunners a causa della mancata tutela da parte dell'ex società nelle questioni giudiziarie in cui era stato coinvolto in passato.
(Sol Campbell)
Il tecnico dell'Arsenal Arsène Wenger giustificò la scelta ricaduta su Campbell spiegando come la dinamicità del giocatore fosse tale da impedire ai suoi attaccanti di rubare palla e addentrarsi nella metà campo avversaria. Campbell esordì con la maglia dei Gunners il 18 agosto 2001, nella 1ª giornata di Premier League 2001-2002 contro il Middlesbrough, battuto per 4-0 al Riverside Stadium. Il 17 novembre fa il suo ritorno al White Hart Lane, in occasione del derby londinese Tottenham-Arsenal (1-1), partita nella quale fu oggetto di fischi insistenti da parte dei tifosi avversari, cori razzisti e striscioni offensivi.
Con l'Arsenal Campbell vinse numerosi trofei a livello nazionale, contribuendo alla conquista del double grazie alle vittorie in Premier League e in FA Cup nella sua prima stagione all'Arsenal Stadium, conseguite rispettivamente ai danni di Manchester United (1-0) e Chelsea (2-0). Il biennio 2002-2003 vede l'Arsenal impegnato nei preliminari di UEFA Champions League, ma Campbell sarà squalificato per tutto il torneo a causa di un'espulsione rimediata dopo aver dato una gomitata a Ole Gunnar Solskjær durante un match contro i Red Devils. La sua assenza contribuì alla perdita del titolo inglese da parte dell'Arsenal, ma le sue buone prestazioni lo resero uno dei difensori più forti e completi al mondo, venendo inserito anche nella Squadra dell'anno della PFA insieme a Lauren, Ashley Cole, Patrick Vieira, Robert Pirès e Thierry Henry. A partire dalla stagione successiva fu una colonna portante del gruppo degli Invincibles, appellattivo con il quale si usava indicare la rosa dell'Arsenal per via dei grandi nomi di cui l'organico della squadra si poteva vantare. Con l'ivoriano Kolo Touré, inoltre, formò uno dei blocchi difensivi più solidi della storia, tanto da stabilire un record d'imbattibilità durato per 49 partite consecutive, fino alla sconfitta contro il Manchester United per 2-0 ad Old Trafford. Nella stagione 2005-2006 si procurò due infortuni che ne hanno compromesso la forma fisica; il 1º febbraio si rese protagonista in negativo, propiziando i primi due gol messi a segno dal West Ham, vittorioso per 3-2 sui Gunners, venendo poi sostituito ad inizio secondo tempo. Campbell lasciò lo stadio, trascorrendo un paio di giorni a casa di un amico a Bruxelles in completo isolamento.

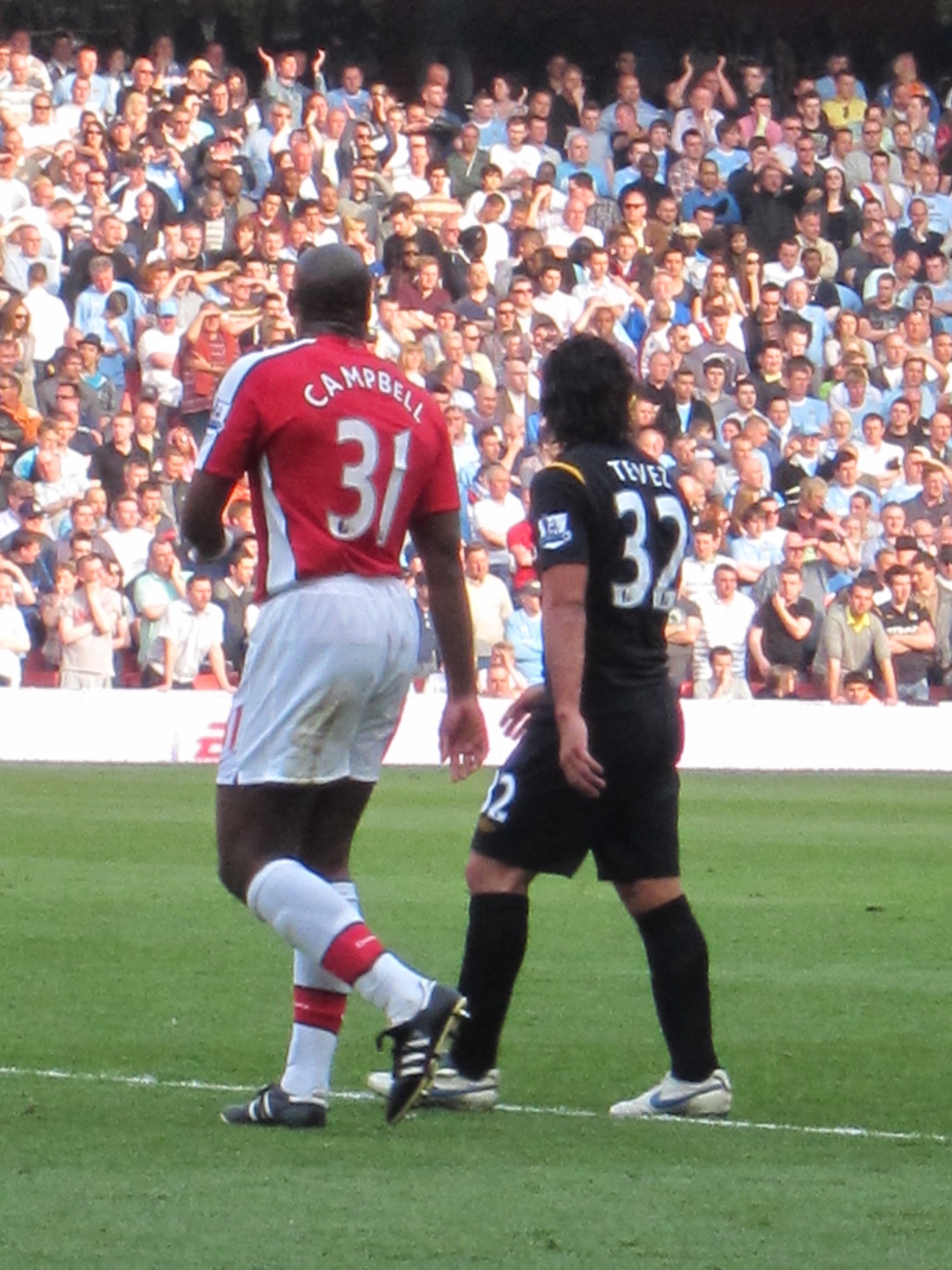
Campbell nel 2010 all'Arsenal assieme all'avversario Carlos Tévez del.

Il 6 febbraio 2006 ritornò ad allenarsi con la squadra, mentre il 24 aprile esordì per la prima volta in UEFA Champions League nella semifinale di ritorno contro il Villarreal, conclusasi sul risultato di 0-0. Il 17 maggio 2006, allo Stade de France di Parigi, l'Arsenal accedette per la prima volta nella sua storia in finale della Coppa dei Campioni, dove lo attendeva il Barcellona di Frank Rijkaard. Al 37' del primo tempo Campbell realizzò il gol del vantaggio dei Gunners su colpo di testa in seguito ad un calcio di punizione battuto da Henry causato da un fallo di Emmanuel Eboué. Sebbene i Blaugrana si imposero per 2-1 sugli avversari, Campbell venne eletto Miglior difensore del torneo, avendo mantenuto la porta dell'Arsenal inviolata per 10 partite consecutive, per un totale di 995 minuti (dalla rete di Markus Rosenberg contro l'Ajax ai gironi fino al gol di Juliano Belletti in finale), record tuttora imbattuto. Inoltre, divenne il sesto calciatore inglese della storia, dopo Teddy Sheringham, Steve McManaman, Steven Gerrard, Frank Lampard e Wayne Rooney, ad essere riuscito ad andare a segno in una finale di Champions League.

##### La parentesi con il Portsmouth (2006-2010)

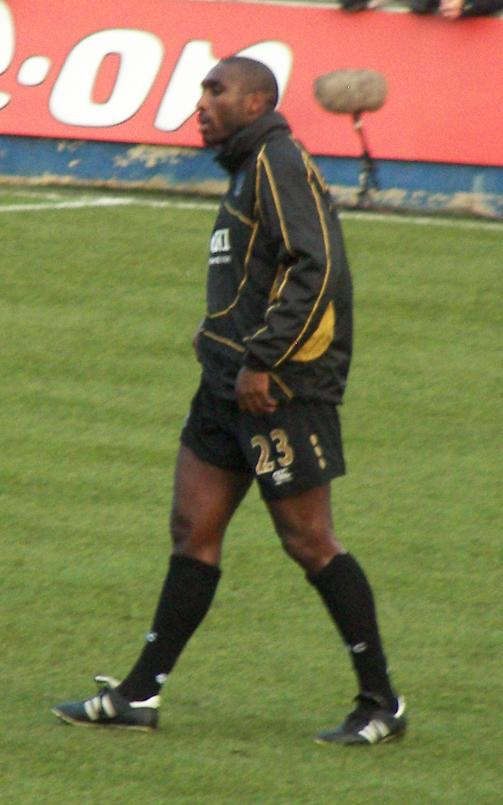
Campbell nel 2008 prima di una partita contro il Crystal Palace.

Nonostante fosse corteggiato dalla Juventus di Didier Deschamps già dai primi giorni di scadenza del suo contratto con i Gunners, e dopo aver rifiutato l'offerta propostagli dal Fenerbahçe, l'8 agosto 2006 Campbell si trasferì al Portsmouth stringendo un accordo biennale con la società. Il 23 dicembre 2006 realizza il suo primo gol con i Pompeys, contribuendo alla vittoria per 3-1 contro lo Sheffield United. Nel corso della stagione di Premier League 2007-2008 viene nominato capitano della squadra, con conseguente prolungamento del contratto; guidò la vittoria del Portsmouth per 1-0 contro il Cardiff City nella finale di FA Cup a Wembley.

##### Il passaggio al Notts County, l'esordio in Seconda Divisione e il ritorno all'Arsenal (2010)
Nel gennaio del 2010, Campbell venne ceduto per £1,7 milioni al Notts County, squadra inglese militante nella Football League Two. Il mercato del club era inoltre gestito da Sven-Göran Eriksson, il quale aiutò Campbell ad integrarsi in Nazionale maggiore. Fece il suo debutto in Seconda Divisione il 19 settembre 2010 nella sconfitta per 1-2 contro il Morecambe. Solo dopo tale incontro rescisse consensualmente il contratto con il club di Nottingham.
Campbell iniziò ad allenarsi con l'Arsenal nell'ottobre del 2009, in modo tale da mantenere una condizione fisica costante in vista della nuova finestra di mercato. Il 15 gennaio 2010 firmò un contratto che lo avrebbe legato ai Gunners fino al termine della stessa stagione. Sceglie la maglia numero 31. A nove anni di distanza, ritorna a Londra nella sconfitta contro lo Stoke City in FA Cup, mentre il 18 febbraio realizza su colpo di testa una rete contro il Porto nella fase a gironi di Champions League in trasferta, fissando il momentaneo 1-1 (il finale sarebbe stato di 2-1 per la squadra portoghese). Per via degli infortuni del belga Thomas Vermaelen e del francese William Gallas, viene impiegato più frequentemente dal tecnico Arsène Wenger.

##### Newcastle e il ritiro dal calcio (2010-2011)
Il 28 luglio 2010 firma un contratto annuale con il Newcastle, dove sceglie la maglia numero 5. Il 29 maggio 2011, al termine del suo contratto, annuncia il ritiro dall'attività agonistica.

### Allenatore
Il 30 gennaio 2017 viene nominato primo assistente dell'allenatore Dennis Lawrence, all'epoca commissario tecnico della Nazionale di calcio di Trinidad e Tobago.

### Nazionale

#### Nazionali giovanili
Sol Campbell vestì regolarmente la maglia delle varie Nazionali giovanili inglesi, vincendo il suo primo trofeo continentale a 18 anni e 10 mesi con l'Under-18, laureandosi Campione d'Europa battendo la Turchia per 1-0 all'Europeo di categoria nel 1993.

#### Nazionale maggiore

##### Dagli esordi ai Mondiali 1998
Il suo esordio in Nazionale maggiore avviene il 18 maggio 1996, nell'amichevole vinta per 3-0 contro l'Ungheria. In seguito Terry Venables lo convoca anche per l'Europeo 1996, in cui riporta una sola presenza.
Con l'arrivo di Hoddle viene utilizzato stabilmente in difesa, assieme a Southgate e Adams. Contribuisce alla qualificazione per il Mondiale 1998, prendendo parte anche alla fase finale. Nell'amichevole con il Belgio del 29 maggio 1998, diviene (a 23 anni e 248 giorni) il più giovane capitano nella storia dei Leoni dopo Bobby Moore; il primato fu poi superato da Owen nel 2002.

Campbell (di spalle) contrasta l'italiano Vieri in Italia-Inghilterra dell'11 ottobre 1997 (0-0), gara che segna l'accesso dei britannici al Mondiale 1998.

Il difensore scende in campo in tutte le quattro partite giocate dagli inglesi, eliminati dall'Argentina negli ottavi. Proprio nella gara con i sudamericani, realizza un gol (colpendo di testa su calcio d'angolo) che l'arbitro Nielsen annulla per un fallo di Shearer sul portiere avversario. I britannici escono quindi sconfitti ai rigori, dopo il 2-2 maturato nei supplementari.

##### Mondiali 2002, Euro 2004 e Mondiali 2006
Partecipò anche all'Europeo 2000, conclusosi per gli inglesi con un'eliminazione al primo turno. Formò quindi con Rio Ferdinand la coppia di centrali difensivi, grazie al cui contributo l'Inghilterra raggiunse i quarti di finale dei Mondiali 2002.
La penultima competizione disputata con i Leoni fu l'Europeo 2004, in cui la formazione si arrese al Portogallo. Nell'occasione fu autore di una rete, non convalidata per il fallo di John Terry sul portiere lusitano Ricardo Pereira.

## Statistiche

### Presenze e reti nei club
| Stagione          | Squadra           | Campionato        | Campionato | Campionato | Coppe nazionali | Coppe nazionali | Coppe nazionali | Coppe continentali | Coppe continentali | Coppe continentali | Altre coppe | Altre coppe | Altre coppe | Totale | Totale |
| Stagione          | Squadra           | Comp              | Pres       | Reti       | Comp            | Pres            | Reti            | Comp               | Pres               | Reti               | Comp        | Pres        | Reti        | Pres   | Reti   |
| ----------------- | ----------------- | ----------------- | ---------- | ---------- | --------------- | --------------- | --------------- | ------------------ | ------------------ | ------------------ | ----------- | ----------- | ----------- | ------ | ------ |
| 1992-1993         | Tottenham         | PL                | 1          | 1          | FACup+CdL       | -               | -               | -                  | -                  | -                  | -           | -           | -           | 1      | 1      |
| 1993-1994         | Tottenham         | PL                | 7          | 0          | FACup+CdL       | -               | -               | -                  | -                  | -                  | -           | -           | -           | 7      | 0      |
| 1994-1995         | Tottenham         | PL                | 0          | 0          | FACup+CdL       | -               | -               | -                  | -                  | -                  | -           | -           | -           | 0      | 0      |
| 1995-1996         | Tottenham         | PL                | 31         | 1          | FACup+CdL       | -               | -               | -                  | -                  | -                  | -           | -           | -           | 31     | 1      |
| 1996-1997         | Tottenham         | PL                | 38         | 0          | FACup+CdL       | 1+4             | 0+1             | -                  | -                  | -                  | -           | -           | -           | 43     | 1      |
| 1997-1998         | Tottenham         | PL                | 34         | 0          | FACup+CdL       | 3+3             | 1+0             | -                  | -                  | -                  | -           | -           | -           | 40     | 1      |
| 1998-1999         | Tottenham         | PL                | 37         | 6          | FACup+CdL       | 7+8             | 0+2             | -                  | -                  | -                  | -           | -           | -           | 52     | 8      |
| 1999-2000         | Tottenham         | PL                | 31         | 0          | FACup+CdL       | 2+2             | 0               | CU                 | 2                  | 0                  | -           | -           | -           | 37     | 0      |
| 2000-2001         | Tottenham         | PL                | 21         | 2          | FACup+CdL       | 5+1             | 0               | -                  | -                  | -                  | -           | -           | -           | 27     | 2      |
| Totale Tottenham  | Totale Tottenham  | Totale Tottenham  | 200        | 10         |                 | 36              | 4               |                    | 2                  | 0                  |             | -           | -           | 240    | 14     |
| 2001-2002         | Arsenal           | PL                | 31         | 2          | FACup+CdL       | 7+0             | 1               | UCL                | 10                 | 0                  | -           | -           | -           | 48     | 3      |
| 2002-2003         | Arsenal           | PL                | 33         | 2          | FACup+CdL       | 5+0             | 1               | UCL                | 10                 | 0                  | CS          | 1           | 0           | 49     | 3      |
| 2003-2004         | Arsenal           | PL                | 35         | 1          | FACup+CdL       | 5+0             | 0               | UCL                | 9                  | 0                  | CS          | 1           | 0           | 50     | 1      |
| 2004-2005         | Arsenal           | PL                | 16         | 1          | FACup+CdL       | 1+0             | 0               | UCL                | 4                  | 0                  | CS          | -           | -           | 21     | 1      |
| 2005-2006         | Arsenal           | PL                | 20         | 2          | FACup+CdL       | 1+2             | 0               | UCL                | 6                  | 1                  | CS          | -           | -           | 29     | 3      |
| 2006-2007         | Portsmouth        | PL                | 32         | 1          | FACup+CdL       | 2+0             | 0               | -                  | -                  | -                  | -           | -           | -           | 34     | 1      |
| 2007-2008         | Portsmouth        | PL                | 31         | 1          | FACup+CdL       | 5+1             | 0               | -                  | -                  | -                  | -           | -           | -           | 37     | 1      |
| 2008-2009         | Portsmouth        | PL                | 32         | 0          | FACup+CdL       | 3+0             | 0               | CU                 | 4                  | 0                  | CS          | 1           | 0           | 40     | 0      |
| Totale Portsmouth | Totale Portsmouth | Totale Portsmouth | 95         | 2          |                 | 11              | 0               |                    | 4                  | 0                  |             | 1           | 0           | 111    | 2      |
| ago.- set. 2009   | Notts County      | FL2               | 1          | 0          | FACup+CdL       | -               | -               | -                  | -                  | -                  | FLT         | -           | -           | 1      | 0      |
| gen.-giu. 2010    | Arsenal           | PL                | 11         | 0          | FACup+CdL       | 1+0             | 0               | UCL                | 2                  | 1                  | -           | -           | -           | 14     | 1      |
| Totale Arsenal    | Totale Arsenal    | Totale Arsenal    | 146        | 8          |                 | 22              | 2               |                    | 41                 | 2                  |             | 2           | 0           | 211    | 12     |
| 2010-2011         | Newcastle Utd     | PL                | 7          | 0          | FACup+CdL       | 0+1             | 0               | -                  | -                  | -                  | -           | -           | -           | 8      | 0      |
| Totale carriera   | Totale carriera   | Totale carriera   | 504        | 20         |                 | 92              | 7               |                    | 47                 | 2                  |             | 3           | 0           | 646    | 29     |

### Cronologia presenze e reti in nazionale
| Cronologia completa delle presenze e delle reti in nazionale ― Inghilterra | Cronologia completa delle presenze e delle reti in nazionale ― Inghilterra | Cronologia completa delle presenze e delle reti in nazionale ― Inghilterra | Cronologia completa delle presenze e delle reti in nazionale ― Inghilterra | Cronologia completa delle presenze e delle reti in nazionale ― Inghilterra | Cronologia completa delle presenze e delle reti in nazionale ― Inghilterra | Cronologia completa delle presenze e delle reti in nazionale ― Inghilterra | Cronologia completa delle presenze e delle reti in nazionale ― Inghilterra |
| Data                                                                       | Città                                                                      | In casa                                                                    | Risultato                                                                  | Ospiti                                                                     | Competizione                                                               | Reti                                                                       | Note                                                                       |
| -------------------------------------------------------------------------- | -------------------------------------------------------------------------- | -------------------------------------------------------------------------- | -------------------------------------------------------------------------- | -------------------------------------------------------------------------- | -------------------------------------------------------------------------- | -------------------------------------------------------------------------- | -------------------------------------------------------------------------- |
| 18-5-1996                                                                  | Londra                                                                     | Inghilterra                                                                | 3 – 0                                                                      | Ungheria                                                                   | Amichevole                                                                 | -                                                                          | 75’                                                                        |
| 15-6-1996                                                                  | Londra                                                                     | Scozia                                                                     | 0 – 2                                                                      | Inghilterra                                                                | Euro 1996 - 1º turno                                                       | -                                                                          | 85’                                                                        |
| 9-11-1996                                                                  | Tbilisi                                                                    | Georgia                                                                    | 0 – 2                                                                      | Inghilterra                                                                | Qual. Mondiali 1998                                                        | -                                                                          |                                                                            |
| 12-2-1997                                                                  | Londra                                                                     | Inghilterra                                                                | 0 – 1                                                                      | Italia                                                                     | Qual. Mondiali 1998                                                        | -                                                                          |                                                                            |
| 30-4-1997                                                                  | Londra                                                                     | Inghilterra                                                                | 2 – 0                                                                      | Georgia                                                                    | Qual. Mondiali 1998                                                        | -                                                                          |                                                                            |
| 24-5-1997                                                                  | Manchester                                                                 | Inghilterra                                                                | 2 – 1                                                                      | Sudafrica                                                                  | Amichevole                                                                 | -                                                                          | 89’                                                                        |
| 31-5-1997                                                                  | Cracovia                                                                   | Polonia                                                                    | 0 – 2                                                                      | Inghilterra                                                                | Qual. Mondiali 1998                                                        | -                                                                          |                                                                            |
| 7-6-1997                                                                   | Parigi                                                                     | Francia                                                                    | 0 – 1                                                                      | Inghilterra                                                                | Amichevole                                                                 | -                                                                          |                                                                            |
| 10-6-1997                                                                  | Bordeaux                                                                   | Brasile                                                                    | 1 – 0                                                                      | Inghilterra                                                                | Amichevole                                                                 | -                                                                          | 65’                                                                        |
| 10-9-1997                                                                  | Londra                                                                     | Inghilterra                                                                | 4 – 0                                                                      | Moldavia                                                                   | Qual. Mondiali 1998                                                        | -                                                                          | 89’                                                                        |
| 11-10-1997                                                                 | Roma                                                                       | Italia                                                                     | 0 – 0                                                                      | Inghilterra                                                                | Qual. Mondiali 1998                                                        | -                                                                          | 17’                                                                        |
| 15-11-1997                                                                 | Londra                                                                     | Inghilterra                                                                | 2 – 0                                                                      | Camerun                                                                    | Amichevole                                                                 | -                                                                          |                                                                            |
| 11-2-1998                                                                  | Londra                                                                     | Inghilterra                                                                | 0 – 2                                                                      | Cile                                                                       | Amichevole                                                                 | -                                                                          |                                                                            |
| 22-4-1998                                                                  | Londra                                                                     | Inghilterra                                                                | 3 – 0                                                                      | Portogallo                                                                 | Amichevole                                                                 | -                                                                          |                                                                            |
| 27-5-1998                                                                  | Rabat                                                                      | Marocco                                                                    | 0 – 1                                                                      | Inghilterra                                                                | Amichevole                                                                 | -                                                                          |                                                                            |
| 29-5-1998                                                                  | Bruxelles                                                                  | Belgio                                                                     | 0 – 0                                                                      | Inghilterra                                                                | Amichevole                                                                 | -                                                                          | Cap., 76’                                                                  |
| 15-6-1998                                                                  | Marsiglia                                                                  | Inghilterra                                                                | 2 – 0                                                                      | Tunisia                                                                    | Mondiali 1998 - 1º turno                                                   | -                                                                          | 88’                                                                        |
| 22-6-1998                                                                  | Tolosa                                                                     | Romania                                                                    | 2 – 1                                                                      | Inghilterra                                                                | Mondiali 1998 - 1º turno                                                   | -                                                                          |                                                                            |
| 26-6-1998                                                                  | Lens                                                                       | Colombia                                                                   | 0 – 2                                                                      | Inghilterra                                                                | Mondiali 1998 - 1º turno                                                   | -                                                                          |                                                                            |
| 30-6-1998                                                                  | Saint-Étienne                                                              | Argentina                                                                  | 2 – 2 dts (6 – 5 dtr)                                                      | Inghilterra                                                                | Mondiali 1998 - Ottavi di finale                                           | -                                                                          |                                                                            |
| 5-9-1998                                                                   | Solna                                                                      | Svezia                                                                     | 2 – 1                                                                      | Inghilterra                                                                | Qual. Euro 2000                                                            | -                                                                          | 75’                                                                        |
| 10-10-1998                                                                 | Londra                                                                     | Inghilterra                                                                | 0 – 0                                                                      | Bulgaria                                                                   | Qual. Euro 2000                                                            | -                                                                          |                                                                            |
| 14-10-1998                                                                 | Lussemburgo                                                                | Lussemburgo                                                                | 0 – 3                                                                      | Inghilterra                                                                | Qual. Euro 2000                                                            | -                                                                          |                                                                            |
| 18-11-1998                                                                 | Londra                                                                     | Inghilterra                                                                | 2 – 0                                                                      | Rep. Ceca                                                                  | Amichevole                                                                 | -                                                                          | Cap.                                                                       |
| 27-3-1999                                                                  | Manchester                                                                 | Inghilterra                                                                | 3 – 1                                                                      | Polonia                                                                    | Qual. Euro 2000                                                            | -                                                                          |                                                                            |
| 5-6-1999                                                                   | Londra                                                                     | Inghilterra                                                                | 0 – 0                                                                      | Svezia                                                                     | Qual. Euro 2000                                                            | -                                                                          |                                                                            |
| 9-6-1999                                                                   | Sofia                                                                      | Bulgaria                                                                   | 1 – 1                                                                      | Inghilterra                                                                | Qual. Euro 2000                                                            | -                                                                          | 52’                                                                        |
| 13-11-1999                                                                 | Glasgow                                                                    | Scozia                                                                     | 0 – 2                                                                      | Inghilterra                                                                | Amichevole                                                                 | -                                                                          |                                                                            |
| 17-11-1999                                                                 | Londra                                                                     | Inghilterra                                                                | 0 – 1                                                                      | Ghana                                                                      | Amichevole                                                                 | -                                                                          |                                                                            |
| 23-2-2000                                                                  | Londra                                                                     | Inghilterra                                                                | 0 – 0                                                                      | Argentina                                                                  | Amichevole                                                                 | -                                                                          |                                                                            |
| 27-5-2000                                                                  | Manchester                                                                 | Inghilterra                                                                | 1 – 1                                                                      | Brasile                                                                    | Amichevole                                                                 | -                                                                          |                                                                            |
| 31-5-2000                                                                  | Londra                                                                     | Inghilterra                                                                | 2 – 0                                                                      | Ucraina                                                                    | Amichevole                                                                 | -                                                                          |                                                                            |
| 3-6-2000                                                                   | Ta' Qali                                                                   | Malta                                                                      | 1 – 2                                                                      | Inghilterra                                                                | Amichevole                                                                 | -                                                                          |                                                                            |
| 12-6-2000                                                                  | Eindhoven                                                                  | Portogallo                                                                 | 3 – 2                                                                      | Inghilterra                                                                | Euro 2000 - 1º turno                                                       | -                                                                          |                                                                            |
| 17-6-2000                                                                  | Charleroi                                                                  | Inghilterra                                                                | 1 – 0                                                                      | Germania                                                                   | Euro 2000 - 1º turno                                                       | -                                                                          |                                                                            |
| 20-6-2000                                                                  | Charleroi                                                                  | Inghilterra                                                                | 2 – 3                                                                      | Romania                                                                    | Euro 2000 - 1º turno                                                       | -                                                                          |                                                                            |
| 2-9-2000                                                                   | Marsiglia                                                                  | Francia                                                                    | 1 – 1                                                                      | Inghilterra                                                                | Amichevole                                                                 | -                                                                          |                                                                            |
| 28-2-2001                                                                  | Birmingham                                                                 | Inghilterra                                                                | 3 – 0                                                                      | Spagna                                                                     | Amichevole                                                                 | -                                                                          |                                                                            |
| 24-3-2001                                                                  | Londra                                                                     | Inghilterra                                                                | 2 – 1                                                                      | Finlandia                                                                  | Qual. Mondiali 2002                                                        | -                                                                          |                                                                            |
| 28-3-2001                                                                  | Tirana                                                                     | Albania                                                                    | 0 – 1                                                                      | Inghilterra                                                                | Qual. Mondiali 2002                                                        | -                                                                          | 60’                                                                        |
| 1-9-2001                                                                   | Monaco di Baviera                                                          | Germania                                                                   | 1 – 5                                                                      | Inghilterra                                                                | Qual. Mondiali 2002                                                        | -                                                                          |                                                                            |
| 5-9-2001                                                                   | Londra                                                                     | Inghilterra                                                                | 2 – 0                                                                      | Albania                                                                    | Qual. Mondiali 2002                                                        | -                                                                          |                                                                            |
| 13-2-2002                                                                  | Amsterdam                                                                  | Paesi Bassi                                                                | 1 – 1                                                                      | Inghilterra                                                                | Amichevole                                                                 | -                                                                          | 45’                                                                        |
| 27-3-2002                                                                  | Leeds                                                                      | Inghilterra                                                                | 1 – 2                                                                      | Italia                                                                     | Amichevole                                                                 | -                                                                          | 45’                                                                        |
| 21-5-2002                                                                  | Seul                                                                       | Corea del Sud                                                              | 1 – 1                                                                      | Inghilterra                                                                | Amichevole                                                                 | -                                                                          | 45’                                                                        |
| 26-5-2002                                                                  | Yaoundé                                                                    | Camerun                                                                    | 2 – 2                                                                      | Inghilterra                                                                | Amichevole                                                                 | -                                                                          | 45’                                                                        |
| 2-6-2002                                                                   | Saitama                                                                    | Inghilterra                                                                | 1 – 1                                                                      | Svezia                                                                     | Mondiali 2002 - 1º turno                                                   | 1                                                                          | 12’                                                                        |
| 7-6-2002                                                                   | Sapporo                                                                    | Argentina                                                                  | 0 – 1                                                                      | Inghilterra                                                                | Mondiali 2002 - 1º turno                                                   | -                                                                          |                                                                            |
| 12-6-2002                                                                  | Osaka                                                                      | Nigeria                                                                    | 0 – 0                                                                      | Inghilterra                                                                | Mondiali 2002 - 1º turno                                                   | -                                                                          |                                                                            |
| 15-6-2002                                                                  | Niigata                                                                    | Inghilterra                                                                | 3 – 0                                                                      | Danimarca                                                                  | Mondiali 2002 - Ottavi di finale                                           | -                                                                          |                                                                            |
| 21-6-2002                                                                  | Fukuroi                                                                    | Inghilterra                                                                | 1 – 2                                                                      | Brasile                                                                    | Mondiali 2002 - Quarti di finale                                           | -                                                                          |                                                                            |
| 16-10-2002                                                                 | Londra                                                                     | Inghilterra                                                                | 2 – 2                                                                      | Macedonia                                                                  | Euro 2004                                                                  | -                                                                          |                                                                            |
| 12-2-2003                                                                  | Londra                                                                     | Inghilterra                                                                | 1 – 3                                                                      | Australia                                                                  | Amichevole                                                                 | -                                                                          | 45’                                                                        |
| 2-4-2003                                                                   | Londra                                                                     | Inghilterra                                                                | 2 – 0                                                                      | Turchia                                                                    | Qual. Euro 2004                                                            | -                                                                          |                                                                            |
| 6-9-2003                                                                   | Skopje                                                                     | Macedonia                                                                  | 1 – 2                                                                      | Inghilterra                                                                | Qual. Euro 2004                                                            | -                                                                          | 24’                                                                        |
| 11-10-2003                                                                 | Istanbul                                                                   | Turchia                                                                    | 0 – 0                                                                      | Inghilterra                                                                | Qual. Euro 2004                                                            | -                                                                          |                                                                            |
| 1-6-2004                                                                   | Manchester                                                                 | Inghilterra                                                                | 1 – 1                                                                      | Giappone                                                                   | Amichevole                                                                 | -                                                                          |                                                                            |
| 5-6-2004                                                                   | Londra                                                                     | Inghilterra                                                                | 6 – 1                                                                      | Islanda                                                                    | Amichevole                                                                 | -                                                                          | 45’                                                                        |
| 13-6-2004                                                                  | Lisbona                                                                    | Francia                                                                    | 2 – 1                                                                      | Inghilterra                                                                | Euro 2004 - 1º turno                                                       | -                                                                          |                                                                            |
| 17-6-2004                                                                  | Coimbra                                                                    | Inghilterra                                                                | 3 – 0                                                                      | Svizzera                                                                   | Euro 2004 - 1º turno                                                       | -                                                                          |                                                                            |
| 21-6-2004                                                                  | Lisbona                                                                    | Croazia                                                                    | 2 – 4                                                                      | Inghilterra                                                                | Euro 2004 - 1º turno                                                       | -                                                                          |                                                                            |
| 24-6-2004                                                                  | Lisbona                                                                    | Portogallo                                                                 | 2 – 2 dts (6 – 5 dtr)                                                      | Inghilterra                                                                | Euro 2004 - Quarti di finale                                               | -                                                                          |                                                                            |
| 9-10-2004                                                                  | Manchester                                                                 | Inghilterra                                                                | 2 – 0                                                                      | Galles                                                                     | Qual. Mondiali 2006                                                        | -                                                                          |                                                                            |
| 13-10-2004                                                                 | Baku                                                                       | Azerbaigian                                                                | 0 – 1                                                                      | Inghilterra                                                                | Qual. Mondiali 2006                                                        | -                                                                          |                                                                            |
| 28-5-2005                                                                  | Chicago                                                                    | Stati Uniti                                                                | 1 – 2                                                                      | Inghilterra                                                                | Amichevole                                                                 | -                                                                          | Cap.                                                                       |
| 8-10-2005                                                                  | Londra                                                                     | Inghilterra                                                                | 1 – 0                                                                      | Austria                                                                    | Qual. Mondiali 2006                                                        | -                                                                          | 65’                                                                        |
| 30-5-2006                                                                  | Londra                                                                     | Inghilterra                                                                | 3 – 1                                                                      | Ungheria                                                                   | Amichevole                                                                 | -                                                                          | 77’                                                                        |
| 3-6-2006                                                                   | Liverpool                                                                  | Inghilterra                                                                | 6 – 0                                                                      | Giamaica                                                                   | Amichevole                                                                 | -                                                                          | 58’                                                                        |
| 20-6-2006                                                                  | Colonia                                                                    | Svezia                                                                     | 2 – 2                                                                      | Inghilterra                                                                | Mondiali 2006 - 1º turno                                                   | -                                                                          | 67’                                                                        |
| 13-10-2007                                                                 | Londra                                                                     | Inghilterra                                                                | 3 – 0                                                                      | Estonia                                                                    | Qual. Euro 2008                                                            | -                                                                          |                                                                            |
| 17-10-2007                                                                 | Mosca                                                                      | Russia                                                                     | 2 – 1                                                                      | Inghilterra                                                                | Qual. Euro 2008                                                            | -                                                                          |                                                                            |
| 16-11-2007                                                                 | Vienna                                                                     | Austria                                                                    | 0 – 1                                                                      | Inghilterra                                                                | Amichevole                                                                 | -                                                                          | 45’                                                                        |
| 21-11-2007                                                                 | Londra                                                                     | Inghilterra                                                                | 2 – 3                                                                      | Croazia                                                                    | Qual. Euro 2008                                                            | -                                                                          |                                                                            |
| Totale                                                                     |                                                                            | Presenze                                                                   | 73                                                                         |                                                                            | Reti                                                                       | 1                                                                          |                                                                            |

## Palmarès

### Giocatore

#### Competizioni nazionali
- Coppa di Lega inglese: 1

Tottenham: 1998-1999
- Campionato inglese: 2

Arsenal: 2001-2002, 2003-2004
- Coppa d'Inghilterra: 4

Arsenal: 2001-2002, 2002-2003, 2004-2005
Portsmouth: 2007-2008
- Community Shield: 1

Arsenal: 2002

### Individuale
- All-Star Team dei Mondiali : 1

Corea del Sud-Giappone 2002